# Comuna Sâmbăta de Sus, Brașov

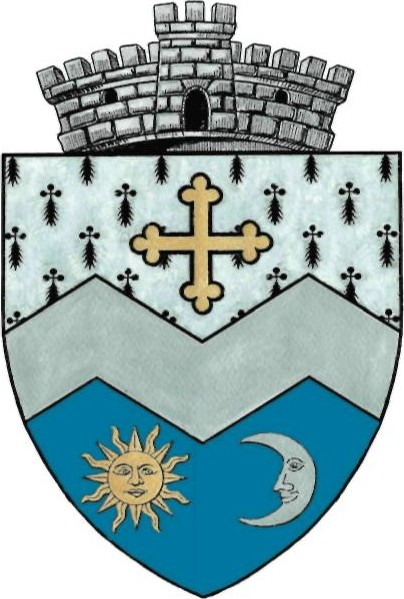
Stema comunei Sâmbăta de Sus

Sâmbăta de Sus este o comună în județul Brașov, Transilvania, România, formată din satele Sâmbăta de Sus (reședința) și Stațiunea Climaterică Sâmbăta.

## Demografie
Componența etnică a comunei Sâmbăta de Sus
     Români (88,7%)
     Romi (5,34%)
     Alte etnii (0,12%)
     Necunoscută (5,84%)
Componența confesională a comunei Sâmbăta de Sus
     Ortodocși (92,48%)
     Alte religii (1,18%)
     Necunoscută (6,34%)
Conform recensământului efectuat în 2021, populația comunei Sâmbăta de Sus se ridică la 1.610 locuitori, în creștere față de recensământul anterior din 2011, când fuseseră înregistrați 1.581 de locuitori. Majoritatea locuitorilor sunt români (88,7%), cu o minoritate de romi (5,34%), iar pentru 5,84% nu se cunoaște apartenența etnică. Din punct de vedere confesional, majoritatea locuitorilor sunt ortodocși (92,48%), iar pentru 6,34% nu se cunoaște apartenența confesională.

## Politică și administrație
Comuna Sâmbăta de Sus este administrată de un primar și un consiliu local compus din 11 consilieri. Primarul, Nicolae Morariu[*], de la Partidul Național Liberal, este în funcție din octombrie 2020. Începând cu alegerile locale din 2024, consiliul local are următoarea componență pe partide politice:
|  | Partid                                          | Consilieri | Componența Consiliului | Componența Consiliului | Componența Consiliului | Componența Consiliului | Componența Consiliului |
|  | ----------------------------------------------- | ---------- | ---------------------- | ---------------------- | ---------------------- | ---------------------- | ---------------------- |
|  | Partidul Național Liberal                       | 5          |                        |                        |                        |                        |                        |
|  | Partidul Social Democrat                        | 2          |                        |                        |                        |                        |                        |
|  | Partidul Verde                                  | 1          |                        |                        |                        |                        |                        |
|  | Partidul Alternativa pentru Demnitate Națională | 1          |                        |                        |                        |                        |                        |
|  | Partidul Viitorul Țării Făgărașului             | 1          |                        |                        |                        |                        |                        |
|  | Partidul Puterii Umaniste                       | 1          |                        |                        |                        |                        |                        |

## Primarii comunei
- 2004[7] - 2008 - Croitoru Ioan, de la PNL
- 2008[8] - 2012 - Andreaș Vasile, de la PDL
- 2012[9] - 2016 - Andreaș Vasile, de la PDL
- 2016[10] - 2020 - Andreaș Vasile, de la PSD
- 2020[11] - 2024 - Morariu Nicolae, de la PNL